# Tamayama (Iwate)
Tamayama (jap. 玉山村, -mura) war ein Dorf in der japanischen Präfektur Iwate. Es ist bekannt als Heimat des Dichters Ishikawa Takuboku. Es werden vor allem Reisanbau, Forstwirtschaft und Viehzucht betrieben.

## Derzeitige Gebietsunterteilung
Als Bezirk (Ku) der Stadt Morioka unterteilt Tamayama sich in folgende Stadtteile:
- Baba (馬場)
- Hinoto (日戸)
- Imoda (芋田)
- Kawamata (川又)
- Kawasaki (川崎)
- Kōma (好摩)
- Makibori (巻堀)
- Matsunai (松内)
- Monzenji (門前寺)
- Nagai (永井)
- Shibutami (渋民)
- Shimoda (下田)
- Tamayama (玉山)
- Terabayashi (寺林)
- Ueda (上田)
- Yabukawa (薮川)

Diese Bezeichnungen entsprechen den Namen der Dörfer, die seit dem 1. April 1889 ganz oder teilweise in Tamayama eingemeindet wurden.

## Geschichte
- 1. April 1889: Im Rahmen einer Neuordnung der städtischen Struktur werden folgende Maßnahmen durchgeführt:
  - Das Dorf Tamayama wird mit den Dörfern Hinoto und Kawamata sowie einem Teil des Dorfes Ueda zusammengelegt und dem Landkreis Minamiiwate untergeordnet.
  - Das Dorf Yabukawa wird selbständig und ebenfalls dem Landkreis Minamiiwate untergeordnet.
  - Das Dorf Shibutami wird mit den Dörfern Shimoda, Kawasaki, Matsunai, Imoda und Monzenji zusammengelegt und dem Landkreis Iwate untergeordnet.
  - Das Dorf Makibori wird mit den Dörfern Terabayashi, Baba, Nagai und Kōma zusammengelegt und dem Landkreis Kitaiwate untergeordnet.
- 29. März 1896: Die Landkreise Kitaiwate und Minamiiwate werden zum Landkreis Iwate zusammengelegt.
- 1. April 1954: Dem Dorf Tamayama werden die Dörfer Yabukawa und Shibutami angeschlossen.
- 1. Februar 1955: Ein Teil des neugebildeten Dorfes Tamayama wird in die Stadt Morioka eingemeindet.
- 1. Juni 1955: Das Dorf Makibori wird Teil des Dorfes Tamayama.
- 1. Februar 1961: Ein Teil der Stadt Morioka wird dem Dorf Tamyama angeschlossen.
- 1. Oktober 2006: Das Dorf Tamayama wird vollständig in die Stadt Morioka als Stadtbezirk Tamayama (玉山区, Tamayama-ku) eingemeindet.

## Persönlichkeiten
- Ishikawa Takuboku  (1886–1912), Dichter, Tankaist und Literaturkritiker